# Hierophis cypriensis
Hierophis cypriensis – gatunek węża z podrodziny Colubrinae w rodzinie połozowatych (Colubridae). Endemit Cypru; bliski zagrożenia wyginięciem.

## Systematyka
Gatunek ten opisał w 1985 roku szwajcarski herpetolog Beat Schätti, nadając mu nazwę Coluber cypriensis. Holotyp to samica o oznaczeniu „MHNG 2206.30” przechowywana w Muzeum Historii Naturalnej w Genewie, odłowiona w kwietniu 1983 roku. Miejsce typowe to Cypr, pomiędzy miejscowościami Arakapas i Kalokhorio. Wyznaczono też dwa paratypy – samca i samicę. W 1988 roku Schätti przeniósł gatunek do rodzaju Hierophis, choć później niektórzy autorzy umieszczali go w Dolichophis.

## Występowanie
Jest to gatunek endemiczny występujący na Cyprze. Preferuje tereny leśne oraz wilgotne zarośla. Występuje na wysokościach od 400 do 1900 m n.p.m.

## Charakterystyka

### Morfologia
Osiąga do 116,5 cm długości. Jest smukłym wężem. Charakterystyczne dla tego gatunku jest 17 podłużnych linii łusek wzdłuż środka ciała. Łuski przy ogonie mają małe, ale wyraźne plamki. Występuje u nich dymorfizm zauważalny w budowie ogona. Młode osobniki są zwykle beżowe, a dorosłe mają zwykle czarnozielone ubarwienie.

### Dieta
Jest drapieżnikiem. Poluje na gryzonie oraz bezkręgowce, jednak do jego diety trafiają również inne węże oraz płazy.